# 新北市立石碇高級中學
新北市立石碇高級中學（英語：New Taipei Municipal Shiding High School）位處臺灣新北市石碇區八分寮45號，新北市立24所公立高中之一，為同時設有國中部和高中部的完全中學，高中部為綜合高中。

## 簡史
1968年創立臺北縣立石碇國民中學，兼收石碇、深坑地區學生。1979年，設立臺北縣立石碇國民中學深坑分部．1982年8月，獨立設為臺北縣立深坑國民中學。1998年8月改制臺北縣立石碇中學。1999年辦理綜合高中。*2000年改名臺北縣立石碇高級中學。2010年改隸新北市立石碇高級中學。

## 歷任校長

### 國民中學
- 第一任：錢濤（1968年8月到1975年7月）
- 第二任：郭楚新（1975年8月到1987年7月）
- 第三任：李豐章（1987年8月到1991年7月）
- 第四任：陳勇（1991年8月到1993年7月）
- 第五任：陳黛薇（1993年8月到1995年7月）
- 第六任：古秀琴（1995年8月到1997年7月）
- 第七任：薛春光（1997年8月到1998年7月）

### 高級中學（完全中學）
- 第一任：鄭明勇（1998年8月~2003年12月） 
  - 代理：江家珩（2004年1月~2004年7月）
- 第二任：李榮東（2004年8月~2008年7月）
- 第三任：柯武宏（2008年8月~2012年7月）
- 第四任：劉秀汶（2012年8月~2016年7月）
- 第五任：楊憶湘（2016年8月~2023年1月） 
  - 代理: 江昭蓉（2023年1月~2023年7月）
- 第六任:  許欣霖（2023年8月~迄今）

## 國際姐妹校
- 日本廣島縣立松永高等學校（日语：広島県立松永高等学校）[1]
- 日本靜岡縣靜岡市清水國際高等學校（日语：清水国際高等学校）[2]:59

## 外部連結
- 新北市立石碇高級中學 （页面存档备份，存于）